# توماس أرياس
توماس أرياس هو سياسي بنمي، ولد في 29 ديسمبر 1856 في مدينة بنما في بنما، وتوفي في 20 يوليو 1932. نشط حزبياً في Conservative Party (Panama) ‏.